# Mauromyia finitima
Mauromyia finitima är en tvåvingeart som beskrevs av Henry J. Reinhard 1967. Mauromyia finitima ingår i släktet Mauromyia och familjen parasitflugor.
Artens utbredningsområde är Ontario. Inga underarter finns listade i Catalogue of Life.